# Ancy-le-Libre
Ancy-le-Libre is een gemeente in het Franse departement Yonne (regio Bourgogne-Franche-Comté) en telt 175 inwoners (2005). De plaats maakt deel uit van het arrondissement Avallon.

## Geografie
De oppervlakte van Ancy-le-Libre bedraagt 22,0 km², de bevolkingsdichtheid is 8,0 inwoners per km².
De onderstaande kaart toont de ligging van Ancy-le-Libre met de belangrijkste infrastructuur en aangrenzende gemeenten.

## Demografie
Onderstaande figuur toont het verloop van het inwonertal (bron: INSEE-tellingen).